# Regering-Bittó

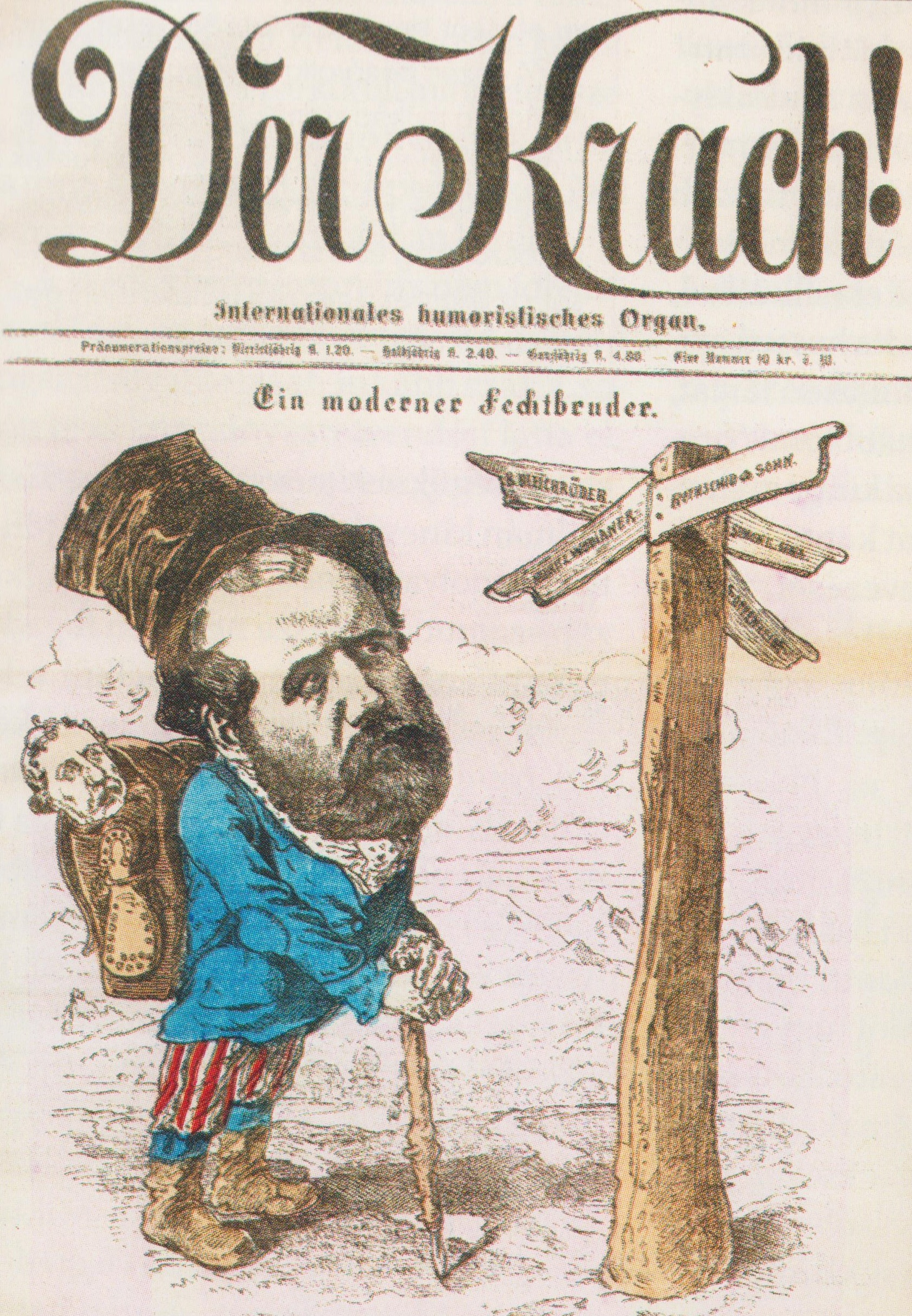
Karikatuur in Der Krach (oktober 1874) die het dilemma voorstelt, bij welke bank de regering moest aankloppen voor een lening

De regering-Bittó was de vierde regering die Hongarije bestuurde sinds de Ausgleich in 1867. De regering stond onder leiding van István Bittó en was in functie van 21 maart 1874 tot 2 maart 1875. De regering bestond grotendeels uit leden van de Deák-partij, die op 1 maart 1875 - een dag voor het aftreden van de regering - met de partij Linkercentrum fuseerde tot de Liberale Partij. De regering was erin geslaagd de economische toestand van Hongarije te stabiliseren door middel van een belastingverhoging.

## Samenstelling
| Functie en bevoegdheden                                     | Naam            | Termijn                      |  | Partij        |
| ----------------------------------------------------------- | --------------- | ---------------------------- |  | ------------- |
| Premier                                                     | István Bittó    | 21 maart 1874 – 2 maart 1875 |  | Deák-partij   |
| Minister van Binnenlandse Zaken                             | Gyula Szapáry   | 21 maart 1874 – 2 maart 1875 |  | Deák-partij   |
| Minister van Financiën                                      | Kálmán Ghyczy   | 21 maart 1874 – 2 maart 1875 |  | Middenpartij  |
| Minister van Justitie                                       | Tivadar Pauler  | 21 maart 1874 – 2 maart 1875 |  | Deák-partij   |
| Minister van Defensie                                       | Béla Szende     | 21 maart 1874 – 2 maart 1875 |  | onafhankelijk |
| Minister naast de Koning                                    | Béla Wenckheim  | 21 maart 1874 – 2 maart 1875 |  | Deák-partij   |
| Minister van Godsdienst en Onderwijs                        | Ágoston Trefort | 21 maart 1874 – 2 maart 1875 |  | Deák-partij   |
| Minister van Landbouw, Nijverheid en Handel                 | György Bartal   | 21 maart 1874 – 2 maart 1875 |  | Deák-partij   |
| Minister Openbare Werken en Transport                       | József Zichy    | 21 maart 1874 – 2 maart 1875 |  | Deák-partij   |
| Minister van Kroatisch-Slavoons-Dalmatische Aangelegenheden | Petar Pejačević | 21 maart 1874 – 2 maart 1875 |  | ?             |